# Hedwig Fuchs
Hedwig Fuchs (geborene Bockeloh; * 7. Mai 1864 in Spandau; † 23. Februar 1944 in Hamburg) war vielfältig engagiert im katholischen sozialen Vereinswesen und war kurzzeitig Reichstagsabgeordnete der Zentrumspartei.

## Leben
Fuchs besuchte nach der Volksschule eine Lehrerinnenseminar. 1882 bestand sie die Prüfung als Lehrerin für mittlere und höhere Mädchenschulen und war anschließend als Lehrerin tätig. 1892 heiratete sie den Kapitän Heinrich Fuchs und lebte seither in Hamburg als Hausfrau. Der einzige Sohn des Paares starb während des Ersten Weltkrieges.
Fuchs war in verschiedenen katholischen karitativen Organisationen und Frauenvereinen tätig. 1906 gehörte sie zu den Mitbegründerinnen des Gewerkvereins der Heimarbeiterinnen Gauverband Hamburg; zwischen 1909 und 1924 war Fuchs Gauvorsitzende. Die 1924 ins Zentrum beigetretene Margarete Gröwel wurde ihre politische Ziehtochter. 1913 gründete Fuchs die Betriebswerkstätte des Gewerkvereins und war ehrenamtliche Leiterin der Einrichtung. Zwischen 1914 und 1924 gehörte sie dem Vorstand der AOK Hamburg an. Später war sie Ausschussmitglied der Krankenkasse, sie war außerdem Mitglied des Beschluss- und Spruchausschusses des Versicherungsamtes Hamburg und seit 1927 auch als Arbeitsrichterin tätig.
Fuchs gehörte der Zentrumspartei an und war seit 1920 Mitglied des geschäftsführenden Vorstandes des Landesverbandes Hamburg und seit 1922 Vorsitzende des dortigen Frauenbeirates. Zwischen 1929 und 1930 gehörte sie dem Reichstag an.